# MTK Budapest FC
Az MTK (Magyar Testgyakorlók Köre) Budapest magyar, ezen belül budapesti labdarúgócsapat. Az MTK a 20. század elejétől fogva a budapesti nagy klubok egyikeként mindig meghatározó szerepet játszott a magyar labdarúgásban. A kék-fehér színekben játszó csapat mind a bajnoki, mind a kupaaranyérmek számát tekintve a Ferencvárosi TC után és az Újpest FC előtt a második legeredményesebb szereplője az 1901 óta működő magyar labdarúgó-bajnokságnak.

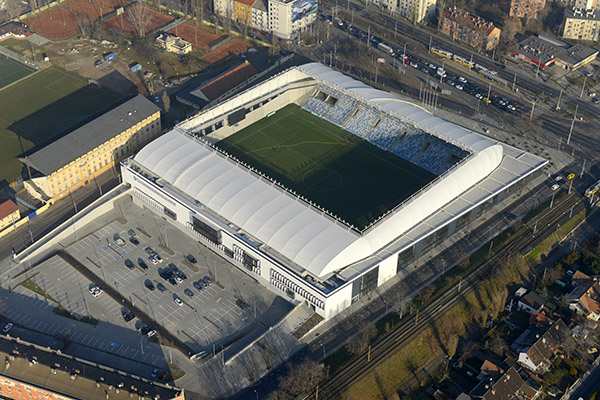
MTK stadion – légi fotó

## Elnevezés

### Névválasztás
Az MTK alapítására 1888. november 16-án került sor Szekrényessy Kálmánnak (1846–1923) a kor legismertebb nemzetközi hírű sportolójának elegáns Teréz körúti lakásában. Szekrényessy hazai és nemzetközi híre, demokratikus gondolkodása, tősgyökeres magyar nemesi származása egyaránt garanciát jelentett a keresztény úri körökön kívül álló csoportok szakmai, társadalmi legalizációjára.
Az alapítás előzménye az volt, hogy az atletizálást nem kifejezetten preferáló Nemzeti Torna Egylet atletizálni vágyó, főként zsidó származású sportolóinak nem volt lehetőségük a keresztény és arisztokratikus szellemiséget árasztó Magyar Athletikai Clubba belépni. Az alternatívaként, részben kényszerből alapított „Magyar Testgyakorlók Köre” elnevezés azonban még a látszatát is igyekezett elkerülni annak, hogy a klubnak valamiféle köze lenne a főváros zsidó közösségéhez. A „Magyar” jelző még érthető is, viszont akkoriban példa nélküli volt, hogy egy klub a nevében kifejezetten magyar szavakat használjon. A 19. század végén, amikor a sportéletben még a németes torna és az angolos atlétika szavak domináltak, egyedülálló volt a „Testgyakorlók” és a „Köre” szavak használata. Ezek után nem csoda, hogy a professzionális labdarúgó bajnokság 1926-os bevezetésekor az MTK hivatásos labdarúgó szakosztálya a Hungária FC nevet vette fel. A kényszer szülte alapítás, a félelem az antiszemitizmustól, a deklarált zsidó háttér hiánya, a nem homogén felekezeti jelleg miatt az MTK mindig tabuként kezelte és igyekezett eliminálni annak jelentőségét, hogy a klub által hordozott jelentéstartalmak a főváros zsidóságához kapcsolódnak. Jellemző, hogy a klub történetét feldolgozó könyvek is igyekeznek e ténynek minél kisebb jelentőséget tulajdonítani és többnyire – kétségkívül helytállóan – az MTK demokratikus, befogadó és kozmopolita jellegét emelik ki.

### Névváltozások
Az alapítás óta bekövetkezett névváltoztatások okai sokrétűek. Szerepet játszott a már említett profi/amatőr labdarúgás szétválasztása, az 1950-es évek államosítási törekvései, a társadalmi bázis kiszélesítése, a bennmaradás fúzió általi lehetővé tétele, a rendszerváltás, tulajdonosváltás, anyagi megfontolások és még sorolhatnánk a végtelenségig. Az alábbi összeállítás a nagy múltú egyesület különböző elnevezéseit mutatja meg.
- 1888–1926: Magyar Testgyakorlók Köre
- 1926–1940: Hungária Magyar Testgyakorlók Köre Futball Club
- 1940–1945: Hungária Magyar Testgyakorlók Köre Futball Club feloszlása
- 1942–1945: Magyar Testgyakorlók Köre feloszlatása
- 1945–1950: Magyar Testgyakorlók Köre
- 1950–1951: Budapesti Textiles Sport Egyesület
- 1951–1953: Budapesti Bástya Sport Egyesület
- 1953–1956: Budapesti Vörös Lobogó Sport Egyesület
- 1956–1975: Magyar Testgyakorlók Köre
- 1975–1990: Magyar Testgyakorlók Köre-Vörös Meteor Sport Kör
- 1990–1995: Magyar Testgyakorlók Köre
- 1995–1998: Magyar Testgyakorlók Köre Futball Club
- 1998–2003: Magyar Testgyakorlók Köre Hungária Futball Club
- 2003–        : Magyar Testgyakorlók Köre Budapest Futball Club (Az U15, U13 és a női csapatok megtartották az MTK Hungária FC nevet)

### Színváltozások
Az MTK és a Hungária FC is alapvetően kék-fehér színekben játszott és játszik ma is. A hazai mérkőzéseken viselt kék harántcsíkos fehér mez benne a klub címerével, a kék nadrág és a kék szegélyű fehér sportszár sajátos, más csapatokkal össze nem téveszthető megjelenést biztosít a labdarúgóknak. Ennek ellenére nincs dokumentum arról, hogy miért éppen kék-fehér selyemzászló készült az MTK megalakulásának tízéves jubileumára, amely egyben a klub színeit is meghatározta. Érdekes velejárója volt az 1950-es évek névváltoztatási hullámának a klub színének megváltoztatása is. Az addigi kék-fehér színösszetétel az 1949–1956 közötti időszakra piros-fehérre módosult. Mind Textilesként, mind az ÁVH alá sorolt Bp. Bástyaként, majd ismét textilipari Vörös Lobogóként a labdarúgók piros-fehér összeállításban játszották mérkőzéseiket.

## Eredmények

### Nemzeti szinten
Magyar Bajnokság I. osztály (59 érem)
- 23 aranyérem – 1904, 1908, 1914, 1917, 1918, 1919, 1920, 1921, 1922, 1923, 1924, 1925, 1929, 1936, 1937, 1951, 1953, 1958, 1987, 1997, 1999, 2003, 2008
- 20 ezüstérem – 1910, 1911, 1912, 1913, 1926, 1928, 1931, 1933, 1940, 1949, 1950 ősz, 1952, 1954, 1955, 1957, 1959, 1963, 1990, 2000, 2007
- 16 bronzérem – 1903, 1905, 1907, 1927, 1930, 1932, 1935, 1938, 1939, 1950, 1956, 1961, 1978, 1989, 2005, 2015

Magyar Bajnokság II. osztály (7 érem)
- 5 aranyérem – 1982, 1995, 2012, 2018, 2020
- 2 ezüstérem – 1902, 2023

Magyar Kupa (15 érem)
- 12 aranyérem – 1910, 1911, 1912, 1914, 1923, 1925, 1932, 1952, 1968, 1997, 1998, 2000
- 3 ezüstérem – 1935, 1976, 2012

Magyar Szuperkupa (2 érem)
- 2 aranyérem – 2003, 2008

### Nemzetközi szinten
Közép-európai kupa (3 érem)
- 2 aranyérem – 1955, 1963
- 1 ezüstérem – 1959

Bajnokcsapatok Európa-kupája
- negyeddöntő – 1956

Kupagyőztesek Európa-kupája (1 érem)
- 1 ezüstérem – 1964
- negyeddöntő – 1977

Vásárvárosok kupája
- elődöntő – 1962

### Egyéb
Serlegek
- Brüll serleg – 1906
- Pünkösdi Torna serleg – 1933
- Bajnokok Tornája serleg – 1978
- Centenáriumi Torna serleg – 1989

## Hazai porondon

### Alapítás és kezdetek (1888–1902)
Az MTK az egyetemes magyar sport egyik legrégebben alapított, patinás egyesülete. Történelme együtt mozgott Magyarország viharos XX. századi történelmével. Bár az MTK több egy labdarúgócsapatnál, az alábbi adatok – amelyek zömében a klub hivatalos honlapjáról, illetve a klub történelmét bemutató különböző kiadványokból származnak – a labdarúgókra vonatkoznak. A Magyar Testgyakorlók Köre alakuló közgyűlésére 1888. november 16-án került sor egy budapesti kávézóban. Az alapító tagok a magyar arisztokrácia és a zsidó polgárság köréből kerültek ki. A feljegyzések Donáth Sándor, Horner Ármin, Klauber Izidor, Kohn Arnold, Leitner Ármin, László Lajos, Müller Dávid, Sachs Lipót, Szekrényessy Kálmán, Tóth Lajos, valamint id. Weisz Dezső nevét őrizték meg az utókornak. Titkárnak Donáth Sándort választották. Fontos megjegyezni, hogy az alapítók és az első komoly társadalmi súlyú pártfogók között nem csak zsidók találhatók meg. Százhúsz év távolából visszanézve megállapítható, hogy az egyesület elsősorban a fővárosi középpolgárság körében keresett és talált híveket. A századforduló előtti sport- és közéletben szokatlan volt az MTK-isták demokratikus felfogása, új iránti nyitottsága és a szélsőségekkel szembeni kiállása. A Magyar Testgyakorlók Köre, kifejezve a magyarosodás útjára lépő zsidóság asszimilációs késztetéseit, egyértelműen a partikularizmusoktól és a helyi patriotizmusoktól mentes univerzalitás, a torna szellemiségének visszautasítása, valamint az elit 'club' és a konzervatív légkört árasztó 'egylet' elutasításaként jött létre. Elmondható, hogy az MTK tekinthető az első polgári sportegyesületnek, amely a modern és szabad atlétika gyakorlását tekintette legfontosabb céljának. Az egyesületet részben alapító és finanszírozó budapesti belvárosi, zömében hatodik-hetedik kerületi liberális zsidó polgárság hangsúlyozottan egy olyan egyesületet kívánt létrehozni, amelyben bárki, mindenfajta diszkrimináció nélkül, magas szinten űzhette az akkori idők legújabb sportjait. Ez a szellemiség továbbra is jellemző az egyesületre. A klub megalapításának 115. évfordulójára 2003-ban kiadott ünnepi nyomtatványában is az állt, hogy "Az MTK megalakulása óta következetesen demokratikus sportegyesület, amelyben vallásra, nemzetiségre, iskolai végzettségre és foglalkozásra való tekintet nélkül mindig otthonra leltek a tehetséges sportolók". Minden nyitottság ellenére a labdarúgás klubon belüli elfogadása és a labdarúgó szakosztály megalakítása nem ment könnyen. Amikor az MTK 1897-ben belépett a Millenáris Sportpálya megmentésére alakult Versenypálya Szövetség részvényeseinek táborába, a Millenárison folyó tréningek során a klubtagok egy része közelebbről megismerkedhetett a labdarúgással. A labdarúgó szakosztály megalakítására tett első javaslatot az elnökség 1897. február 28-án elvetette, aminek következtében az új sportág iránt nyitott tagok egy része elkezdett átszivárogni a labdarúgást már folytató BTC-be. Ez a folyamat 1900-ban nyílt szakításhoz vezetett és részben az MTK létét is veszélybe sodorta. A klub taglétszáma 62 főre csökkent és a válságos helyzetben az egyetlen észszerű megoldásnak a labdarúgó szakosztály megalakítása látszott. A klub alapszabályának módosításával 1901. március 12-én a BTC-ből visszatérő Kertész Sándor vezetésével megalakult az új szakosztály. Az MTK labdarúgásának életében a következő mérföldkő 1901. október 20-a volt, amikor az első mérkőzést játszotta a BTC vegyes csapata ellen. A Révész – Auerbach, Weisz – Frank, Róz, Ságody – Freund, Tausz, Kertész, Herquett, Káldor összeállításban felálló MTK első mérkőzése döntetlennel végződött.

### Amatőr sikerkorszak (1903–1926)
Az MTK-t az 1902-es bajnoki idényben a II. osztályba sorolták be, ahol második lett a Postás mögött. Az egyre népszerűbbé váló magyar labdarúgás szervezeti átalakítása következtében az MTK az 1903-as bajnoki évet már az első osztályban kezdhette el. A tavaszi-őszi rendszerben lebonyolított bajnokság rögtön szép sikert hozott. Az MTK harmadik lett az FTC és a BTC mögött, május 10-én pedig már 3:1 arányban legyőzték az addig veretlen BTC-t. A kék-fehérek I. osztályú tagságával egy olyan versengés kezdődött a magyar labdarúgásban, ami azóta sem ért véget. A hagyományokat illetően az MTK és az FTC a magyar labdarúgás legrégibb és legnagyobb presztízsű párharca. Egy évvel a bajnoki bronzérem után 1904-ben megszületett az első bajnoki cím, amelyet azóta még 22 további követett. A klub kezdeti sikerei mögött már ott állt az a Brüll Alfréd, aki alelnökként majd 1905-től elnökként a klub soron következő közel négy évtizedes történetének meghatározó személyiségeként legendássá vált. Sportszerető elnökként sokszor saját magánvagyonát áldozta fel a kék-fehér klub sportsikerei érdekében. A második bajnoki címet az MTK 1908-ban veretlenül szerezte a nagy rivális FTC és a MAC előtt. A következő diadalt a Magyar Kupa megszerzése jelentette 1910-ben. Az MTK mindenkit legyőzve jutott az elődöntőbe, ahol az FTC-t 4:0 arányban ütötte ki. A döntőben a BTC volt az ellenfél. Az első meccs döntetlen lett, a másodikon azonban már 3:1-re az MTK diadalmaskodott. Az 1914-es harmadik bajnoki cím megnyerése után, amely egy összesen tízéves győzelmi sorozat nyitánya lett, új edző az angol Jimmy Hogan érkezett a csapathoz. Az MTK-nál eltöltött hét év alatt összesen hat bajnoki címet szerzett a klubnak (1916–22). A fantasztikus tréner ezzel a teljesítményével máig az MTK legsikeresebb edzőjének tekinthető. A sorozatban megnyert tíz bajnoki cím olyan teljesítmény volt, amely azóta is példa nélkül áll a magyar labdarúgás történetében. Az 1920-as évekre az MTK játéka világszínvonalú volt és Európa egyik legjobb klubcsapatával rendelkezett. Az akkori MTK erejéről legjobban az osztrák futball-szakíró Willy Meisl egy 1922-ben megjelent cikke árulkodik, amelyben azt állította, hogy a kontinensen három nagy csapat van: a Barcelona, a Sparta Praha és a budapesti MTK. Meisl azt is hozzátette, hogy az „MTK egész Európát elözönlötte a legjobb játékosokkal és sokat, nagyon sokat tett nemcsak nemzetének, hanem a kontinens futballsportjának érdekében is.” Tény, hogy az MTK 1919 és 1922 között 71 nemzetközi mérkőzést játszott, ebből 51-et megnyert, 11-et elveszített, 222 gólt rúgott és csak 86-ot kapott. Ráadásul e találkozók túlnyomó többségét idegenben, vendégként játszotta. A legyőzöttek között találkozhatunk a Bayern München, vagy a Real Madrid nevével is. Az 1913 és 1925 között minden alkalommal bajnokságot nyerő MTK azzal tudott a világ élvonalába kerülni, hogy az 1922-ig a Hungária körúton edzősködő Hogan új játékstílust teremtett meg a csapatnál. Neki köszönhetően az MTK nem pusztán megtanulta, de tovább is fejlesztette az eredetileg a skót futballra jellemző taktikai és technikai sajátosságokat. A látványos stílust játszó MTK a többi csapattal ellentétben a labdát rövid és lapos passzokkal járatta, játékát a sok improvizálás, a cselezgetés, és a finom technikai megoldások jellemezték. Az amatőr sikerkorszak abszolút csúcsa az 1917–1918-as év volt, amikor is a csapat 147 gólt rúgott és emellett mindössze csak 10-et kapott a 22 bajnoki mérkőzés során. Abban az évben az MTK két legendás világklasszis csatára összesen 87 gólt szerzett. Schaffer Alfréd 46, míg Schlosser Imre 41 góllal zárta a bajnoki szezont. Sajnos az MTK páratlan sorozata 1926-ban megszakadt. A bécsi Amateure elleni mérkőzésen a durvaságáról hírhedt osztrák hátvéd, Tandler szétrúgta Orth György térdét, aki egy évre harcképtelenné vált. Orth soha többé nem tudta sérülését kiheverni és mivel Kertész II. is ekkor távozott, az FTC-nek 10 év várakozás után sikerült visszahódítani a bajnoki címet az MTK-tól.

### Professzionális futball (1927–1940)
Az 1920-as évek közepén, a közép-európai professzionális labdarúgás bevezetésével nagy változások történtek a magyar labdarúgásban is. A csehszlovák és osztrák mintát követő profi ligát 1926. július 14-én alakították meg nyolc budapesti egyesület részvételével. A létszám augusztus elején a Szeged és Szombathely csapatával tízre bővült. A kék-fehér klub labdarúgóit Hungária FC néven nevezte a profi bajnokságba, míg az MTK a budapesti amatőr I. osztályban szerepelt. A kor sajátosságait tükrözi, hogy a Hungária FC néven szerepelt labdarúgócsapat szabályzatilag önálló, ám lényegében az MTK egy szakosztályaként működő szervezet volt. AZ MTK megtartotta amatőr labdarúgó szakosztályát is, döntően a fiatalok és a labdarúgást szerető tömegek számára. A profizmus első évében a kék-fehérek fennállásuk eddigi legszerényebb teljesítményét nyújtva csak a harmadik helyet szerezték meg. A második profi év kezdete előtt sokan reménykedtek az aranyéremben, de a megerősödött csapat a korábbi sikeredző Hogan vezetésével csak egyet tudott előrelépni a bajnokságban és második lett. A következő idényre új edző, a modernebb játékmódot bevezető Révész Béla vezetésével készült fel a csapat. A siker érdekében a vezetők lemondtak az idősebb és sérülékenyebb játékosokról és a helyükbe fiatalabb, sikerre éhes játékosokat építettek be. A számítás bevált, ugyanis a Hungária FC egy vereséggel és öt döntetlennel, egy pont előnnyel a Ferencváros FC előtt első lett a bajnokságban. A következő bajnokság előtt úgy nézett ki, hogy a kék-fehérek képesek megvédeni bajnoki címüket. Sajnos a szezon csalódást hozott a Hungária FC rajongóinak, ugyanis klasszis csatáruk Kalmár Jenő 1929 őszén súlyosan megsérült. Az idényközben elszenvedett öt vereség és hét döntetlen a bajnokság végén csak a harmadik helyre volt jó. A kor magyar labdarúgásának sajátossága lett, hogy a profi bajnokság élmezőnyében a kezdetektől fogva egyetlen kivételtől eltekintve egészen 1940-ig a Hungária, a Ferencváros FC és az Újpest FC végzett az élen, változó sorrendben. A bajnoki jó szereplés mellett a klubnak 1932-ben sikerült megnyernie Magyar Kupát is, méghozzá a 100%-os teljesítménnyel bajnokságot nyerő FTC ellen. A következő bajnoki aranyra egészen 1936-ig várni kellett. A Hungária úgy kezdte a bajnokságot, hogy edzőnek hazajött korábbi legendás játékosa Schaffer Alfréd, a népszerű Spéci. A korábbi játékosokat fegyelemre tanító és csak egy játékost, a jobbszélsőként mindkét lábbal jól focizó Sas Ferencet beépítő Spéci alatt öt pont előnnyel nyerték meg a bajnokságot a kék-fehérek. A következő bajnokságot is sikerült aranyéremmel zárni, de már csak egy pont előnnyel a második helyezett Ferencváros FC előtt. Az 1937/38-as bajnokság úgy indult, hogy a Hungária és a Ferencváros FC külön versenyt fut a bajnoki címért. Az őszi szezonban két döntetlent leszámítva csak győztek a kék-fehérek, tavasszal azonban már fájó vereségek is becsúsztak. A labdarúgók közötti ellentétek, főleg Kalmár és Cseh között oda vezettek, hogy a két csoportra szakadt Hungária csak a csalódást keltő harmadik helyen fejezte be a bajnokságot. A következő szezon őszén a Hungária a másik két riválissal megegyező pontszámmal zárta az őszi szezont. Bár tavasszal sikerült az újpestieket 6:1-re megverni, a Hungária leszakadt az élcsoporttól és ismét a harmadik helyen fejezte be a bajnokságot. Az 1939–1940-es bajnoki esztendő a Hungária FC működésének utolsó évét hozta. A Feldmann Gyula vezette Hungária hatalmas iramban tört előre a tavaszi fordulók során és úgy látszott, hogy el sem lehet venni tőle a bajnoki aranyérmet. Sajnos a Ferencváros FC elleni, vereséggel végződött rangadón Feldmann agyvérzést kapott. A következő két fordulóban elszenvedett egy-egy vereség és döntetlen azt eredményezte, hogy két fordulóval a vége előtt ismét nyílttá vált a bajnokság. Az utolsó előtti fordulóban az Újpest FC ellen elért döntetlent csalás miatt a kék-fehérek megóvták, de az óvást elutasították. Maradt a csalódást jelentő második hely, amit nemsokára követett a feloszlás.

### A feloszlatás évei (1940–1945)
Az MTK hegemóniájának elvesztése szempontjából a húszas évek közepe vízválasztónak bizonyult. A labdarúgócsapatnak ugyan még sikerült három alkalommal bajnokságot nyernie, de a harmincas években már egyértelmű volt a visszaesés. A kék-fehérek négyszer végeztek a második helyen, hatszor a harmadikon, és egy negyedik helyezés is becsúszott. A világháború közeledtével a politikai beavatkozás is egyre közvetlenebbé vált. Csapatokat tiltottak be, illetve futtattak hatalmi szóval a bajnoki tabella tetejére. Az 1936. őszén hatalomra került Darányi-kormány elméletileg fékezni igyekezett az előtérbe kerülő szélsőjobboldali áramlatokat, de törekvéseit kevés siker koronázta. A kedvezőtlen politikai folyamatok egyenes következménye volt az 1938. évi zsidótörvény, amely kimondta a zsidó hitfelekezethez tartozó sportolók szervezkedésének korlátozását. Az ezt követő 1939. évi zsidótörvény értelmében pedig intézkedéseket kellett foganatosítani a zsidó sportvezetők leváltására. Az egyre inkább jobbra haladó sportpolitika egyenes következménye volt a kék-fehér klubot ért sérelmek sora. A csapaton belüli egység is megbomlani látszott. Kikezdték a zsidó vezetőket és egyik-másik játékos hangos megjegyzéseket tett zsidó játékostársára. Megtörtént az is, hogy egy játékos nem akarta tudomásul venni az edző utasításait, mondván, hogy neki zsidó ne parancsoljon. Az alkalmazottak között is voltak olyanok, akik a negatív politikai változások hatására ellenségei, rosszakarói lettek annak a klubnak, amely sok esetben évtizedekig foglalkoztatta őket. Olyan mérkőzések is voltak, ahol a labdarúgók számára életveszélyes volt a játék. Ebben az időszakban jelentek meg a lelátókon az első 'szavalókórusok', nyílt szélsőjobboldali és fasiszta megnyilvánulások. A bírói csalással elvesztett 1940-es bajnokság, valamint a második zsidótörvény hatására Brüll Alfréd, Preiszman Lajos és Fodor Henrik az 1940. június 26-án megtartott, keserű hangulatú klubértekezleten úgy döntöttek, hogy – miután mást úgysem tehetnek – a csapat érdekében visszavonulnak. A játékosok és más érintettek azonban arra az álláspontra helyezkedtek, hogy elnökük és munkatársaik nélkül nem folytatják tovább. A Hungária FC kimondta teljes feloszlatását. Voltak játékosok, akiknek sikerült átigazolniuk az 'árja' klubokhoz. Vidor és Bíró újpestiek lettek, Dudás és Szabó a Csepel színeiben kergette tovább a bőrt, Szabó III. a Beszkártba került, Turay a WMKA-hoz szerződött, Béky az Elektromosba, Kardos a Törekvésbe, míg Sebes Gusztáv Szegeden lett edző. Titkos a Vasasba ment, és ide került a későbbi emblematikus angyalföldi, a Hungária FC szétverésekor még csak tizennyolc esztendős Illovszky Rudolf is. A Hungária volt vezetőség arra kérte a szurkolókat, hogy ezen túl a Vasast támogassák. A profi labdarúgó szakosztály tehát megszűnt, de a labdarúgás még létezett. Voltak, akik hittek abban, hogy a hatalom beéri ennyivel. Brüll Alfréd azonban rosszabbtól tartott, és így Svájcba emigrált. A Magyar Labdarúgó-szövetség – kifogásolva, hogy a továbbra is MTK néven jegyzett amatőrcsapatnál egy Jan Burko nevű lengyel zsidó menekült játszik – felfüggesztette az MTK játékjogát, majd a Hungária körúti létesítményt a Magyar Országos Véderő Egylet elnevezésű szervezet kezére játszották. Mindezen lépések ellen mind a Ferencváros, mind az Újpest vezetősége tiltakozott – teljesen eredménytelenül. A kék-fehér klub, amely az elmúlt közel négy évtizedben a magyar labdarúgás egyik élcsapatává nőtte ki magát és válogatottak sorát adta, öt évre megszűnt létezni. Az elnök, Brüll Alfréd sorsa is szomorúan alakult. Az üldöztetések megszüntetéséről kapott hamis értesülés nyomán 1943-ban hazatért Magyarországra, ahol a nyilasok elfogták és meggyilkolták.

### Államosított sikerek (1945–1963)
A világháború utáni kábulatból az MTK labdarúgó szakosztálya viszonylag gyorsan magához tért. Ekkoriban vette fel a kapcsolatot a vezetőség a Jugoszláviában élő Bukovi Mártonnal. Az 1946–1947-es idényben már ő irányította az MTK futballcsapatát. A fejlődés az 1948–1949-es évadban már a második helyet jelentette az MTK-nak, és a nemzetközi porondon is elődeihez méltó eredményeket produkált a csapat. A következő két idényben a Budapesti Bástya névre keresztelt MTK előbb harmadik lett, majd 1951-ben – 14 év után – bajnok. 1953-ban a Textiles Szakszervezethez került vissza az MTK. A változatosság kedvéért ekkor Budapesti Vörös Lobogó néven szerepelt, és még abban az évben ismét bajnok lett, mindkétszer a nagyhírű Honvéd előtt. Az 1956-os bajnoki idény félbeszakadt a harcok miatt és a következő 1957-es szezonban már újra MTK néven szerepelt a csapat és visszatért a kispadra Bukovi Márton edző is.

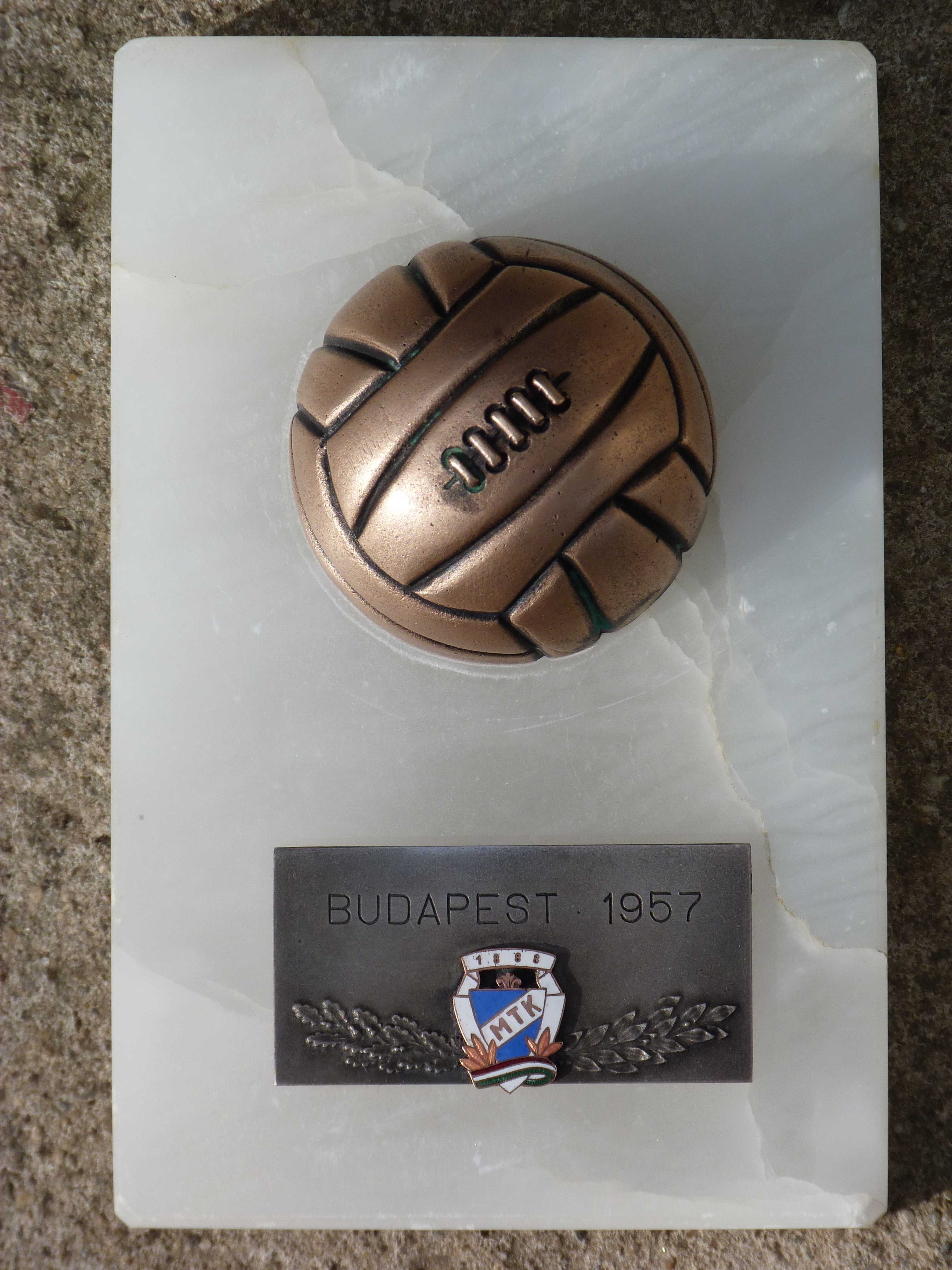
A tavaszi bajnokság emlékplakettje, 1957

Ebben a "tavaszi" bajnokságban második helyen végeztek a kék-fehérek. Hidegkuti Nándor, a klub legendás labdarúgója ekkor már az edzőségre készült és Bukovi segítőjeként dolgozta végig a szezont. Az 1957-58-as bajnokságban, az MTK – végre saját néven – ismét megnyerte a bajnokságot. Hidegkuti az MTK-ban kezdhette el edzői pályafutását is, az 1959–1960. évben negyedik, rá egy évre pedig harmadik helyezést ért el a csapattal. Az 1962–1963-as idényben Kovács Imre vette át a csapatot és egy remek szezon lezárásaként ezüstérmet nyert a csapattal. Ez az évad egy másik, talán az előbbinél is nagyobb sikert hozott. Az MTK könnyed játékkal került be a KK döntőjébe, ahol a Vasas volt az ellenfél. Mindkét mérkőzést a Népstadionban játszották- az első mérkőzés 2:1-es MTK diadallal, míg a második 1:1-es döntetlennel végződött. Így az 1955-ös győzelem után immár másodszor lett a Közép-Európa Kupa győztese az MTK! A következő évadban majdnem sikerült a KEK-győzelem is, de a döntőben a portugál Sporting-al az első mérkőzés 3:3-mal, míg a megismételt döntő 1:0-s portugál győzelemmel végződött. Ám ennek a kupasorozatnak volt egy, még a döntőnél is sokkal emlékezetesebb párharca, a híres Celtic elleni összecsapás. Az elődöntő első mérkőzésén a Celtic sima 3:0-s győzelmet aratott, ekkor már mindenki lefutottnak tekintette a továbbjutás kérdését.Kivéve azt a 15 ezer szurkolót, aki végigbiztatta az első perctől oroszlánként harcoló 'emtékásokat'. A Népstadionban lejátszott visszavágón csodaszámba menő eredmény született – MTK-Celtic 4:0!!!

### A középszerűség évtizedei (1963–1986)
Az MTK pangása és hanyatlása jó húsz éven át tartott. Egy ezüstérem és három bronz – no meg az 1981-es első kiesés – a labdarúgócsapat periódusbeli mérlege. A bajnokságban elért helyezések azt mutatják, hogy az MTK a negyediktől a tizenhetedik, azaz a kiesést jelentőig helyig szinte minden helyet megjárt és leggyakrabban a középmezőnyben, a nyolcadik-tizedik hely környékén tud csak végezni. Voltak nemzetközi bravúrok, de ezek már csak egy valamikori nagy klub hattyúdalát jelentették. Az 1965-ös idénytől Lakat Károly vezette az MTK futballcsapatának edzéseit. A korábbi sikerek elmaradása miatt Hidegkuti Nándor tért vissza a csapat kispadjára. Az 1971–1972-es bajnokságban a csapat éppen hogy bent tudott maradni az első osztályban. A következő két idényben Kalocsay Géza dr. irányította a csapatot, de neki sem sikerült kitörnie a középszerűségből. A Hungária körúton hosszú évekre szomorú csend állt be. A kék-fehér csapat már csak árnyéka volt korábbi önmagának, és valami – sokak szerint épp a híres MTK-stílus – kezdett eltűnni a pályákról. A hanyatlásra jellemző, hogy 1975-ben leginkább már csak azért foglalkozott a közvélemény az MTK-val, mert mindenféle suskust sejtett a bajnokságból egyszer korábban már kiesett, s visszatérte után is zömében az alsóházban szereplő VM Egyetértéssel történt fúzió mögött. Az egyesülés azonban nem tett rosszat a kék-fehéreknek, ugyanis az 1977/78-as bajnoki idényben mindenki meglepetésére harmadik helyezést szereztek. Erre az időszakra tehető az MTK labdarúgó-szakosztályának egyik legcsúfosabb kudarca, amely az 1980/81-es kiesés volt. A csapat 17. helyet megszerezve története során először esett ki a labdarúgás első osztályából. A klub vezetői Sárosi Lászlót, a Vasas egykori hátvédjét kérték fel edzőnek. Az egyéves kitérő után 1982/83-as bajnokságot újra az első osztályban kezdhette a csapat, ahol a 12. helyen zárta az idényt. A következő évben Palicskó Tibor lett az edző, akinek vezetésével a csapat a 8. helyen végzett. Az 1985/86-os szezonban a váci sikeredző, Both József vezette a csapat edzéseit. A következő évben sikerült edzőnek szerződtetni a Rába ETO-val két bajnoki címet szerző Verebes Józsefet.

### A Várszegi-éra (1995–2011)
Az 1980-as évekbeli kiesést egy másik követte 1994-ben. A kék-fehérek kiesése hatalmas meglepetésnek számított, hiszen az előző évben negyedik helyen végzett a csapat. A válogatott játékosokat is felvonultató együttes úgy lett utolsó, hogy a riválisok a bajnokság vége felé botlásaikkal fordulóról fordulóra tálcán kínálták fel a lehetőséget bennmaradásra. A kényszerű NB II-es tagság azonban megújulást és egy fényes sikerkorszak kezdetét is jelentette. Ebben az időben érkezett Sándor Károly közvetítésével a csapathoz a milliárdos üzletember: Várszegi Gábor, akinek jóvoltából az MTK Magyarországon egyedülálló anyagi pozícióba került. A Várszegi Gábor nevéhez köthető 16 év a klubtörténet második legsikeresebb korszakának számít az amatőr sikerkorszak (12 aranyérem, hat kupagyőzelem) után, megelőzve a Hungária-korszakot (három aranyérem, illetve egy kupagyőzelem), az ötvenes évekbeli kitűnő szereplést (három aranyérem, egy kupagyőzelem) és a Verebes-féle együttest (egy bajnoki arany). A csapat az 1996-97-es szezonban, tíz év után óriási fölénnyel bajnokságot és huszonkilenc év után Magyar Kupát nyert, majd az éremkollekcióba bekerült még három további bajnoki cím (1999, 2003, 2008), két ezüstérem (2000, 2007), egy bronzérem (2005), két Magyar Kupa-elsőség (1998, 2000), valamint két Szuperkupa-győzelem (2003, 2008) is. Sajnos a hazai sikerek ellenére az MTK a nemzetközi porondon nem tudott igazán nagyot alkotni, a Bajnokok Ligája-csoportkörig egyszer sem jutott el. A klasszikus üzleti futball megteremtésére tett kísérlete mellett Várszegi abban is úttörő volt, hogy felismerte a játékosok képzésében rejlő komoly pénzszerzési lehetőségeket, mivel az alacsony képzési költségekkel szemben a nemzetközi piacon jelentős játékjogbevételek kecsegtettek. A 2001-ben Agárdon megnyitott Sándor Károly Akadémiát kiváló játékos-megfigyelők közreműködésével, a legjobb magyar utánpótlásedzők közé tartozó szakembereket alkalmazva ide gyűjtötte az ország legtehetségesebb fiatal labdarúgóit. A modell bevált és sikeresen működik, mivel egyre több volt agárdi akadémista játszik a hazai élvonalban, és jó néhányan várnak bevetésre tekintélyes külföldi bajnokságok jó nevű csapatainál. Az akadémia induló korosztálya adta a 2008-ban újra bajnok MTK játékosállományának jelentős részét is. Egyesek szerint az MTK-ba az elején sok pénzt befektető Várszegi az utóbbi években, de főleg 2008 óta inkább csak kivett klubból. Aligha vitatható azonban, hogy Várszegi szerepvállalása nélkül az elmúlt másfél évtizedben nem lett volna sikeres az MTK, sőt a klub sem a másodosztályt, sem a 90-es éveket nem élte volna túl. Várszegi hozott elsőként neves külföldi edzőt Magyarországra Henk Ten Cate személyében. A nagy múltú klubok közül az MTK honosította meg elsőként a női labdarúgást, a labdarúgó akadémia mára világhírű lett és eddig több, mint 50 labdarúgót adott a magyar élvonalnak. Jó példa az akadémián folyó szakmai munka színvonalára, hogy az U19-es válogatott Eb-bronzérméhez 12, míg az U20-as válogatott vb-bronzérméhez 9 MTK játékos járult hozzá. A Várszegi érában kétszer is előfordult, hogy az MTK minden csapata aranyérmes lett. A technikás fiatalokra építő, idegenlégiósokat alig foglalkoztató MTK a 2011-es kiesés ellenére is a hagyományos 'emtékás' stílust felelevenítve, magabiztos labdatartással párosuló lapos rövid passzos futballt játszva meghatározó erő a magyar mezőnyben. Az MTK az elmúlt 25 év magyar bajnoki szereplését tekintve a ranglistán az első helyen van. Az egy év másodosztályú tagság miatt csak 24 év első osztályú szereplés alatt szerzett 5 bajnoki cím, három-három ezüst- és bronzérem, valamint három kupagyőzelem és két szuperkupa győzelem önmagáért beszél. A 752 mérkőzésen szerzett 1299 ponttal a kék-fehér klub valamivel megelőzi a két ősi riválist, az 1276 pontos Ferencvárosi TC-t és az 1266 pontos Újpest FC-t. Várszegi 2011 augusztusában eladta a labdarúgócsapatot működtető zrt-t, melyet a továbbiakban az MTK SE (40%), az MTK Hungária FC (30%), Domonyai László (20%) és Tamási Zsolt (10%) birtokol.

### A 2010-es években (2011–2019)
Miután a csapat visszakerült az élvonalba, Garami József irányításával a 2014–15-ös bajnokságban bronzérmet szerzett. Egyre több olyan játékos került a csapatba, akik a 2001-ben alapított Sándor Károly Labdarúgó Akadémia tanítványai voltak.
Garami 2015 júniusában visszavonult; közvetlen utóda László Csaba lett, majd 2016 februárjában Teodoru Vaszilisz lett a vezetőedző. Vasziliszt 2016 decemberében a Sándor Károly Labdarúgó Akadémia szakmai igazgatója, Tamási Zsolt követte, akinek a szerződését – ahogy a vezetőség 2017. május 30-án bejelentette – nem hosszabbították meg. A Teodoru-Tamási kettős alatt teljesített 2016/17-es szezon során 6 év után ismét kiesett az MTK a másodosztályba, annak ellenére, hogy az utolsó, 33. fordulóban a csapat sorsa még a saját kezében volt: ha paksi vendégjátékuk során győzedelmeskednek, akkor a DVTK-DVSC mérkőzés eredményétől függetlenül kiharcolták volna az NB1-es tagságot, ám csupán 1:1-es döntetlenre futotta a csapat erejéből. Tamási helyére Feczkó Tamást szerződtették. Az ő irányításával  harcolta ki az együttes 2018 tavaszán az NB I-ben való szereplés jogát.
A csapat vezetőedzője 2019 tavaszán Lucsánszky Tamás lett. Miután az ő irányításával játszott 9 mérkőzésből a csapat nyolcat elvesztett, kiesett az élvonalból (hazai pályán kapott ki 4–1-re az MTK a Budapesti Honvédtól a nemzeti bajnokság 33., utolsó fordulójában). A szezon végeztével Lucsánszky szerződését nem hosszabbították meg és Michael Borist nevezték ki vezetőedzőnek. Érdekesség, hogy Boris az MTK első német edzője. A 2019-2020-as szezont a koronavírus-járvány miatt nem fejezték be a másodosztályban, de mivel a csapat a félbeszakítás időpontjában a tabella élén állt, hivatalosan nem bajnokként, de feljutott az első osztályba. Ugyanebben a szezonban a kupában az elődöntőig meneteltek, és egyetlen gólt sem kaptak.

### A 2020-as években (2020–)
A 2020-21-es szezon során Boris irányítása alatt az újonc MTK stabil teljesítményt nyújtott, egy forduló erejéig még dobogón is állt, majd egészen a szezon hajrájáig reális esélye volt a bronzérem megszerzésére, végül azonban csak a 7. helyen végzett, a Magyar Kupában pedig egészen az elődöntőig menetelt, ahol a MOL Fehérvár állta útját. A jónak mondható szereplés ellenére némiképp meglepő módon azonban a szezon végén menesztette Borist az MTK, utódja a magyar válogatott videóelemzője, az olasz Giovanni Constantino lett. Vele azonban a gyenge játék és az elmaradó eredmények okán már október elején szerződést bontottak, utódja ideiglenesen, ám több, mint egy hónapon keresztül Teodoru Vaszilisz lett, akitől az új vezetőedző, Márton Gábor már kiesőhelyen vette át a csapatot 2021 novemberében.
A 2022-2023-as szezont a másodosztályban töltötte a csapat, az idény végén a DVTK mögött második helyen végezve jutott vissza az élvonalba.

## Nemzetközi kupákban

### Az első KK győzelem
Az 1955-ös döntő hosszú idő után ismét magyar győzelmet hozott. Az MTK ugyan nem úgy kezdte a sorozatot, hogy a végén sikert ér el. A bécsi Wackerrel szemben csak a harmadik mérkőzésen tudta kiharcolni a továbbjutást (3:3, 2:2, 5:1). A spliti Hajdukot itthon azonban már 6:0-lal kiütötte a csapat. Ugyan a visszavágón kikaptak Hidegkutiék (2:3), de a jobb gólarányukkal tovább jutottak. A legjobb négy között a félelmetes hírű Bp. Honvéd volt az ellenfél. Az első mérkőzés végeredménye 2:5 volt az MTK szemszögéből, de az egy héttel későbbi visszavágón mutatott pazar játékkal (5:1) sikerült a továbbjutást kiharcolni. A döntőben a prágai UDA volt az ellenfél. Az első mérkőzést a Népstadionban rendezték 70.000 néző előtt és az MTK 6:0 arányú fölényes győzelmet aratott. A prágai visszavágó (1:2) már csak formalitás volt. Ezzel a világraszóló teljesítménnyel sikerült az MTK-nak megnyernie a hosszú évek után újra kiírt Közép-európai Kupát.

### A második KK győzelem
Az 1963. évi Közép-európai Kupa sorozat már ez első körben nagyhírű ellenféllel hozta össze az MTK labdarúgóit. Az ellenfél az akkori olasz labdarúgás egyik kirakatcsapata, a háromszoros KK-győztes Bologna FC volt. A budapesti találkozó eredménye (1:1) nem adott sok reményre okot. A bolognai visszavágó (1:0) azonban meglepetésre a kék-fehérek győzelmét hozta. A következő ellenfél a szarajevói Zseljeznicsar volt és az első kint lejátszott mérkőzés eredménye (1:1) biztató volt. Bár a budapesti visszavágón sovány MTK győzelem született (1:0), az MTK ismét bejutott a rangos kupa döntőjébe, ahol az ellenfél a nemzetközi szinten is erős játékosállománnyal rendelkező, háromszoros KK-győztes Vasas volt. A döntő első mérkőzésén a Sándort és Sipost is nélkülöző MTK soványka, 2:1-es győzelmet aratott. Az egy héttel később lejátszott második mérkőzésen szintén tartalékosan kiálló kék-fehérek által hallatlan izgalmak közepette kiharcolt döntetlen (1:1) azt jelentette, hogy az MTK másodszor nyerte meg a Közép-európai Kupát.

### A VVK menetelés
Az 1955-től évente kiírásra kerülő és egyre rangosabbá váló európai kupák egyike volt a vásárvárosok kupája. Az 1961-ben indult sorozatban az MTK elismerésre méltóan menetelt, és csak a későbbi győztes Valencia állította meg a kék-fehéreket az elődöntőben. Az MTK labdarúgói három fordulón keresztül mérték össze tudásukat francia, keletnémet és jugoszláv csapatokkal. Az első fordulóban az ellenfél a Racing Strasbourg volt, amely a franciaországi 3–1-re elvesztett mérkőzés után Budapesten is hatalmas, 10–2-es vereséget szenvedett. A következő ellenfél a Lipcse együttese volt. Egy 3–0-s vereség és egy 3–0-s győzelem azt jelentette, hogy az akkori kiírásnak megfelelően a továbbjutást egy harmadik meccsen kellett eldönteni. A pozsonyi mérkőzésen az MTK Sándor és Bödör góljaival 2–0-ra nyerve bebizonyította, hogy melyik a jobb csapat. A következő ellenfél az újvidéki Vojvodina volt. Az MTK a vajdasági, magabiztosan kiharcolt 4–1-es győzelem után Budapesten is nyert 2–1-re és ezáltal a legjobb négy közé jutott. A döntőbe jutásért a nagyhírű Valenciával kellett megmérkőzni. A spanyolországi 3–0 után még reménykedtek egyesek, de a budapesti visszavágón elért 7–3-as valenciai győzelem egyértelművé tette a kiesést. A kiesés ellenére az MTK labdarúgói dicséretet érdemeltek a mutatott játékért és a látványos győzelmekért.

### A legendás KEK-döntő
Az 1964-ben lejátszott Kupagyőztesek Európa Kupája döntő magyar szempontból különös fontossággal bírt. A finálé egyik résztvevője az MTK volt, amely így – a Közép-Európa Kupát nem számítva – a magyar labdarúgás történetének első hivatalos európai kupadöntőse lett. A kék-fehérek érdekes módon nem kupagyőztesként indultak a sorozatban, hiszen az MNK akkoriban éppen szünetelt, így az MLSZ a bajnoki ezüstérmest nevezte a KEK-re. Az MTK pedig remekül szerepelve a bolgár Szlavia Szófia (1:0, 1:1), a keletnémet Motor Zwickau (2:0, 0:1), a török Fenerbahce (2:0, 1:3, 1:0), majd a skót Celtic Glasgow (0:3, 4:0) búcsúztatásával bejutott a döntőbe, ahol a portugál Sporting várt rájuk. A döntőre Brüsszelben került sor és nehéz volt megmondani, hogy a meccsnek melyik gárda az esélyese. A lisszaboniaknál öt válogatott labdarúgó szerepelt és a portugál klubfutball az 1960-as években már nagyon erősnek számított. Az MTK-nál is szerepeltek válogatott labdarúgók és akkor még a magyar klubfutball is nagyon erősnek számított. Két évvel korábban az MTK az akkori VVK sorozatban egészen az elődöntőig menetelt. A találkozó magyar szempontból kiválón kezdődött, hiszen a vezetést az MTK szerezte meg a legendás csatár, Sándor Károly révén. Csikar természetesen Sándor-szögből, vagyis az alapvonal közeléből talált be. A Sporting azonban Mascarenhos fejesével kevéssel a szünet előtt egyenlített, majd a második játékrész elején Figueirdeo a portugálokat juttatta előnybe. A fordulatoknak azonban ezzel még nem volt vége, mivel az MTK két perc alatt fordítani tudott. A 70. percben Kuti István egalizált, majd a 72. percben Sándor megint a magyar gárdának szerezte meg a vezetést. Csupán nyolc perc hiányzott ahhoz, hogy a kék-fehérek megszerezzék a magyar labdarúgás első kupagyőzelmét, ám a 82. minutában Figueirdeo beletette a lábát egy szabadrúgásba és a labda a hálóba került. A rendes játékidő végeredménye (3:3) után következett a kétszer tizenöt perces hosszabbítás. Több gól azonban már nem született a mérkőzésen, így az akkori kiírás értelmében nem tizenegyesek következtek, hanem a megismételt mérkőzés, amelyet két nappal később Amszterdamban a Sporting nyert meg egy góllal (1:0).

### Nemzetközi kupaszereplések
| Szezon  | Bajnokság      | Forduló         | Ellenfél                  | Otthon | Idegenben | Össz. |
| ------- | -------------- | --------------- | ------------------------- | ------ | --------- | ----- |
| 1955-56 | BEK            | Nyolcaddöntő    | RSC Anderlecht            | 6-3    | 4-1       | 10–4  |
| 1955-56 | BEK            | Negyeddöntő     | Stade de Reims            | 4-4    | 2-4       | 6–8   |
| 1961-62 | VVK            | 1. forduló      | RC Strasbourg             | 10-2   | 3-1       | 13–3  |
| 1961-62 | VVK            | 2. forduló      | Leipzig XI                | 3-0    | 0-3       | 3–31  |
| 1961-62 | VVK            | Negyeddöntő     | FK Vojvodina              | 2-1    | 4-1       | 6–2   |
| 1961-62 | VVK            | Elődöntő        | Valencia CF               | 3-7    | 0-3       | 3–10  |
| 1963-64 | KEK            | Selejtező       | PFK Szlavija Szofija      | 1-0    | 1-1       | 2–1   |
| 1963-64 | KEK            | 1. forduló      | Motor Zwickau             | 2-0    | 0-1       | 2–1   |
| 1963-64 | KEK            | Negyeddöntő     | Fenerbahçe SK             | 2-0    | 1-3       | 3–32  |
| 1963-64 | KEK            | Elődöntő        | Celtic FC                 | 4-0    | 0-3       | 4–3   |
| 1963-64 | KEK            | Döntő           | Sporting CP               | 3-3    |           | 3–33  |
| 1969-70 | KEK            | 1. forduló      | 1. FC Magdeburg           | 1-1    | 0-1       | 1–2   |
| 1976-77 | KEK            | 1. forduló      | TJ Sparta ČKD Praha       | 3-1    | 1-1       | 4–2   |
| 1976-77 | KEK            | 2. forduló      | SZK Dinamo Tbiliszi       | 1-0    | 4-1       | 5–1   |
| 1976-77 | KEK            | Negyeddöntő     | Hamburger SV              | 1-1    | 1-4       | 2–5   |
| 1978    | Intertotó-kupa | Csoportkör      | FC Bayern München         | 0-0    | 3-1       | 3–1   |
| 1978    | Intertotó-kupa | Csoportkör      | AS Roma                   | 3-0    | 3-3       | 6-3   |
| 1978    | Intertotó-kupa | Csoportkör      | AS Saint-Étienne          | 5-2    | 4-1       | 9–3   |
| 1978-79 | UEFA-kupa      | 1. forduló      | FCU Politehnica Timişoara | 2-1    | 0-2       | 2–3   |
| 1985    | Intertotó-kupa | Csoportkör      | IK Start                  | 3-0    | 3-3       | 6–3   |
| 1985    | Intertotó-kupa | Csoportkör      | PSFK Csernomorec Burgasz  | 5-1    | 2-1       | 7–2   |
| 1985    | Intertotó-kupa | Csoportkör      | FC Aarau                  | 3-1    | 1-1       | 4–2   |
| 1986    | Intertotó-kupa | Csoportkör      | Fortuna Düsseldorf        | 0-0    | 3-3       | 3–3   |
| 1986    | Intertotó-kupa | Csoportkör      | NEC Nijmegen              | 2-2    | 3-0       | 5–2   |
| 1986    | Intertotó-kupa | Csoportkör      | RFC Liège                 | 5-2    | 0-3       | 5–5   |
| 1987-88 | BEK            | 1. forduló      | FC Steaua București       | 2-0    | 0-4       | 2–4   |
| 1988    | Intertotó-kupa | Csoportkör      | Grazer AK                 | 0-1    | 1-1       | 1–2   |
| 1988    | Intertotó-kupa | Csoportkör      | Karlsruher SC             | 2-1    | 1-1       | 3–2   |
| 1988    | Intertotó-kupa | Csoportkör      | FK Vojvodina              | 1-0    | 0-5       | 1–5   |
| 1989-90 | UEFA-kupa      | 1. forduló      | FK Dinamo Kijiv           | 1-2    | 0-4       | 1–6   |
| 1990    | Intertotó-kupa | Csoportkör      | IFK Norrköping            | 4-3    | 0-2       | 4–5   |
| 1990    | Intertotó-kupa | Csoportkör      | Vejle BK                  | 0-1    | 1-4       | 1–5   |
| 1990    | Intertotó-kupa | Csoportkör      | ŠK Slovan Bratislava      | 0-2    | 0-2       | 0–4   |
| 1990-91 | UEFA-kupa      | 1. forduló      | FC Luzern                 | 1-1    | 1-2       | 2–3   |
| 1993-94 | UEFA-kupa      | 1. forduló      | KR                        | 0-0    | 2-1       | 2–3   |
| 1993-94 | UEFA-kupa      | 2. forduló      | KV Mechelen               | 1-1    | 0-5       | 1–6   |
| 1997-98 | BL             | 1. selejtezőkör | FA Pjunik Jerevan         | 4-3    | 2-0       | 6–3   |
| 1997-98 | BL             | 2. selejtezőkör | Rosenborg BK              | 0-1    | 1-3       | 1–4   |
| 1997-98 | UEFA-kupa      | 1. forduló      | FK Alanyija Vlagyikavkaz  | 3-0    | 1-1       | 4–1   |
| 1997-98 | UEFA-kupa      | 2. forduló      | GNK Dinamo Zagreb         | 1-0    | 0-3       | 1–3   |
| 1998-99 | KEK            | Selejtező       | GÍ Gøta                   | 7-0    | 3-1       | 10–1  |
| 1998-99 | KEK            | 1. forduló      | SV Ried                   | 0-1    | 0-2       | 0–3   |
| 1999-00 | BL             | 1. selejtezőkör | ÍBV                       | 3-1    | 2-0       | 5–1   |
| 1999-00 | BL             | 2. selejtezőkör | GNK Dinamo Zagreb         | 0-2    | 0-0       | 0–2   |
| 1999-00 | UEFA-kupa      | 1. forduló      | Fenerbahçe SK             | 0-0    | 2-0       | 4–1   |
| 1999-00 | UEFA-kupa      | 2. forduló      | AÉK                       | 2-1    | 0-1       | 2–24  |
| 2000-01 | UEFA-kupa      | Selejtező       | FC Jokerit                | 1-0    | 4-2       | 5–2   |
| 2000-01 | UEFA-kupa      | 1. forduló      | PFK CSZKA Szofija         | 0-1    | 2-1       | 2–25  |
| 2000-01 | UEFA-kupa      | 2. forduló      | FC Nantes                 | 0-1    | 1-2       | 1–3   |
| 2003-04 | BL             | 2. selejtezőkör | Helsingin JK              | 3-1    | 0-1       | 3–2   |
| 2003-04 | BL             | 3. selejtezőkör | Celtic FC                 | 0-4    | 0-1       | 0–5   |
| 2003-04 | UEFA-kupa      | 1. forduló      | GNK Dinamo Zagreb         | 0-0    | 1-3       | 1–3   |
| 2007-08 | UEFA-kupa      | 1. selejtezőkör | FA Mika Jerevan           | 2-1    | 0-1       | 2–26  |
| 2008-09 | BL             | 2. selejtezőkör | Fenerbahçe SK             | 0-5    | 0-2       | 0–7   |
| 2012-13 | EL             | 1. selejtezőkör | FK Senica                 | 1-1    | 1-2       | 2–3   |
| 2015-16 | EL             | 1. selejtezőkör | FK Vojvodina              | 0-0    | 1-3       | 1-3   |

- 1 Mivel az összesített eredmény 3–3 lett, a szabályok értelmében újrajátszást (3. mérkőzést) rendeltek el, amit az MTK 2–0-ra nyert meg.
- 2 Mivel az összesített eredmény 3–3 lett, a szabályok értelmében újrajátszást (3. mérkőzést) rendeltek el, amit az MTK 1–0-ra nyert meg.
- 3 Mivel a mérkőzés eredménye hosszabbítás után is 3–3 maradt, a szabályok értelmében újrajátszást (2. mérkőzést) rendeltek el, amit a Sporting 1–0-ra nyert meg.
- 4 Az AÉK csapata jutott tovább, idegenben lőtt góllal.
- 5 Az MTK csapata jutott tovább, idegenben lőtt góllal.
- 6 Az FA Mika Jerevan csapata jutott tovább, idegenben lőtt góllal.

## A Hidegkuti Nándor Stadion
A Hidegkuti Nándor Stadion (eredeti nevén Hungária körúti stadion, másik közhasználatú nevén MTK Stadion) kezdetektől az MTK labdarúgó csapatának stadionja. Mai nevét 2002 óta viseli. Az MTK egyesületet szolgáló létesítményt 1947-ben adták át. Jelenleg 12 700 néző befogadására alkalmas. 5700 ülő (ebből 1446 fedett) és 7000 állóhellyel rendelkezik. A stadion legmagasabb nézőszáma 37 028 fő volt, az MTK – Slavia Sofia (1–0) mérkőzésen, 1963-ban. A stadion állami tulajdonban van. 2014. május 31-én bezárták. A búcsúmérkőzésen az MTK Bese két góljával 2:0-ra nyert a Kaposvári Rákóczi FC ellen.
A stadiont lebontották és a helyén korszerű stadion épült, amelyet 2016. október 13-án nyitottak meg.

## Válogatott játékosai
Eddig több mint 150 MTK játékos szerepelt a magyar válogatottban. Ezek közül a játékosok közül is kiemelkednek azok, akik a nagy nemzetközi versenyekről éremmel a nyakukban térhettek haza.

### Világbajnokságok
- ezüstérem (1938, Franciaország) – Bíró Sándor, Sas Ferenc, Szabó Antal, Titkos Pál, Turay József
- ezüstérem (1954, Svájc) – Hidegkuti Nándor, Lantos Mihály, Palotás Péter, Zakariás József

### Olimpiai játékok
- aranyérem (1952, Helsinki) – Hidegkuti Nándor, Kovács Imre, Lantos Mihály, Palotás Péter, Zakariás József
- aranyérem (1968, Mexikóváros) – Dunai Lajos, Sárközi István
- bronzérem (1960, Róma) – Kovács Ferenc

### Európa-bajnokságok
- bronzérem (1964, Spanyolország) – Nagy István, Sipos Ferenc

## Örökös bajnokok
* a félkövérrel írt játékosok rendelkeznek felnőtt válogatottsággal.
| - Bíró Gyula - Bíró Sándor - Bödör László - Börzsei János - Braun József - Cseh II. László - Csüdör Ferenc - Domonkos László - Dudás János - Feldmann Gyula - Guttmann Béla - Gellér Sándor - Hidegkuti Nándor - Hirzer Ferenc | - Hlavay György - Illés Béla - Jeny Rudolf - Kalmár Jenő - Kardos István - Kárász Endre - Károly Jenő - Kertész II. Vilmos - Kertész III. Adolf - Kis-Kalkusz Károly - Knapp Miksa - Kropacsek Ferenc - Kompóti-Kléber Gábor - Konrád II. Kálmán | - Kovács I. Imre - Kovács II. József - Kovács III. Ferenc - Lantos Mihály - Lőrincz Emil - Mándi Gyula - Molnár György - Heinrich Müller - Opata Zoltán - Orth György - Palotás Péter - Révész Béla - Sas Ferenc - Sándor Károly | - Schaffer Alfréd - Schlosser Imre - Sebes Gusztáv - Sebestyén Béla - Sipos Ferenc - Skvarek György - Szabó Antal - Szabó Péter - Taussig Imre - Titkos Pál - Turay József - Vágó Antal - Zakariás József |

## Külföldi válogatott játékosok
- Sztefan Szpirovszki, 47-szeres macedón válogatott.
- Valeriu Andronic, 34-szeres moldáv válogatott.
- Gheorghe Grozav, 31-szeres román válogatott.
- Milan Mijatović, 22-szeres montenegrói válogatott.
- Ylber Ramadani, 20-szoros albán válogatott.
- Barátky Gyula, 20-szoros román válogatott.
- Slobodan Rajković, 19-szeres szerb válogatott.
- Jevhen Szelin, 15-szörös ukrán válogatott.
- Josef Schneider, 10-szeres osztrák válogatott.
- Rafe Wolfe, 8-szoros jamaicai válogatott.
- Nikolai Alho, 7-szeres finn válogatott.
- Richard Kohn, 6-szoros osztrák válogatott.
- Álex da Rosa, 6-szoros bolíviai válogatott.
- Bojan Miovszki, 6-szoros macedón válogatott.
- Heinrich Müller, 5-szörös osztrák válogatott.
- Szaniszló Zoltán, 5-szörös román válogatott.
- Herbert Burgess, 4-szeres angol válogatott.
- Glenn Helder, 4-szeres holland válogatott.
- Danijel Petković, 3-szoros montenegrói válogatott.
- Darko Nikač, 3-szoros montenegrói válogatott.
- Szabó Ottó, 3-szoros szlovák válogatott.
- Herquett Rezső, 1-szeres osztrák válogatott.
- Dragan Vukmir, 1-szeres szerb válogatott.
- Marek Střeštík, 1-szeres cseh válogatott.
- Jurij Kolomojec, 1-szeres ukrán válogatott.

## Jelenlegi játékosok
Utolsó módosítás: 2024. február 26.
A vastaggal jelzett játékosok felnőtt válogatottsággal rendelkeznek.
A dőlttel jelzett játékosok kölcsönben szerepelnek a klubnál.
*A tartalékcsapatban is pályára lépő játékosok.
| Mezszám                | Név               | Nemzetiség        | Születési hely   | Születési idő (kor)            | Korábbi csapat                 | Érték (€)          | Szerződés lejárta |
| Kapusok                | Kapusok           | Kapusok           | Kapusok          | Kapusok                        | Kapusok                        | Kapusok            | Kapusok           |
| ---------------------- | ----------------- | ----------------- | ---------------- | ------------------------------ | ------------------------------ | ------------------ | ----------------- |
| 1                      | Demjén Patrik     | magyar            | Esztergom        | 1998. március 22. (26 éves)    | Zalaegerszegi TE FC            | 600 000 ( 50 000)  | 2026.06.30.       |
| 13                     | Rácz Gergő        | magyar            | Budapest         | 1995. november 20. (29 éves)   | Paksi FC                       | 250 000 ( 25 000)  | 2026.06.30.       |
| Védők                  |                   |                   |                  |                                |                                |                    |                   |
| 2                      | Varju Benedek     | magyar            | Győr             | 2001. május 21. (23 éves)      | Utánpótlásból került fel       | 300 000 (=)        | 2024.06.30.       |
| 3                      | Nemanja Antonov   | SRB               | Pancsova         | 1995. május 6. (29 éves)       | Újpest FC                      | 450 000 ( 50 000)  | 2026.06.30.       |
| 4                      | Bobál Dávid       | magyar            | Pásztó           | 1995. augusztus 31. (29 éves)  | Mezőkövesd Zsóry FC            | 250 000 (=)        | 2026.06.30.       |
| 5                      | Nagy Zsombor      | magyar            | Szeged           | 1998. március 21. (26 éves)    | Utánpótlásból került fel       | 300 000 (=)        | 2025.06.30.       |
| 22                     | Hej Viktor        | ukrán · magyar    | Nyzhniy Koropets | 1996. február 2. (29 éves)     | Kisvárda FC                    | 450 000 ( 50 000)  | 2026.06.30.       |
| 24                     | Vadnai Dániel*    | magyar            | Budapest         | 1988. február 19. (37 éves)    | Mezőkövesd Zsóry FC            | 50 000 ( 50 000)   | 2024.06.30.       |
| 25                     | Kádár Tamás       | magyar            | Veszprém         | 1990. március 14. (35 éves)    | Paksi FC                       | 350 000 ( 50 000)  | Nem publikus      |
| 27                     | Kovács Patrik*    | magyar            | Budapest         | 2005. február 9. (20 éves)     | Red Bull Salzburg U18          | 100 000 ( 100 000) | 2026.06.30.       |
| Középpályások          |                   |                   |                  |                                |                                |                    |                   |
| 6                      | Kata Mihály       | magyar            | Budapest         | 2002. április 13. (22 éves)    | Utánpótlásból került fel       | 700 000 ( 300 000) | 2026.06.30.       |
| 7                      | Stieber Zoltán    | magyar            | Sárvár           | 1988. október 16. (36 éves)    | Újpest FC                      | 150 000 ( 50 000)  | 2025.06.30.       |
| 10                     | Bognár István     | magyar            | Liège            | 1991. május 5. (33 éves)       | Paksi FC                       | 450 000 ( 50 000)  | 2024.06.30.       |
| 14                     | Horváth Artúr*    | magyar            | Szeged           | 2003. október 2. (21 éves)     | Utánpótlásból került fel       | 200 000 (=)        | 2026.06.30.       |
| 15                     | Kosznovszky Márk* | magyar            | Budapest         | 2002. április 17. (22 éves)    | SSD Parma U19                  | 150 000 (=)        | 2024.06.30.       |
| 16                     | Végh Bence        | magyar            | Győr             | 1997. május 13. (27 éves)      | Mosonmagyaróvári TE            | 200 000 ( 125 000) | Nem publikus      |
| 20                     | Kovács Mátyás     | magyar            | Budapest         | 2003. július 7. (21 éves)      | Utánpótlásból került fel       | 400 000 (=)        | 2025.12.31.       |
| 21                     | Kocsis Gergő      | magyar            | Budapest         | 1994. március 7. (31 éves)     | Mezőkövesd Zsóry FC            | 250 000 ( 50 000)  | 2026.06.30.       |
| 23                     | Khaly Thiam       | Szenegál · magyar | Dakar            | 1994. január 7. (31 éves)      | Pendikspor                     | 400 000 (=)        | 2025.06.30.       |
| 30                     | Biben Barnabás*   | magyar            | Budapest         | 2003. november 19. (21 éves)   | Utánpótlásból került fel       | 150 000 ( 50 000)  | Nem publikus      |
| Támadók                |                   |                   |                  |                                |                                |                    |                   |
| 9                      | Richlord Ennin    | Kanada · Ghána    | Toronto          | 1998. szeptember 17. (26 éves) | FK Spartaks Jūrmala            | 200 000 ( 50 000)  | Nem publikus      |
| 11                     | Marin Jurina      | bosnyák · horvát  | Livno            | 1993. november 26. (31 éves)   | Diósgyőri VTK                  | 250 000 ( 50 000)  | Nem publikus      |
| 18                     | Németh Krisztián  | magyar            | Győr             | 1989. január 5. (36 éves)      | Debreceni VSC                  | 250 000 ( 50 000)  | 2024. 06. 30.     |
| 29                     | Molnár Rajmund    | magyar            | Budapest         | 2002. augusztus 28. (22 éves)  | Szombathelyi Haladás           | 225 000 ( 25 000)  | 2024. 06. 30.     |
| 30                     | Nikolas Špalek    | SVK · magyar      | Vágsellye        | 1997. február 12. (28 éves)    | Topolyai SC                    | 300 000 ( 100 000) | 2024. 12. 31.     |
| Kölcsönadott játékosok |                   |                   |                  |                                |                                |                    |                   |
| Név                    | Poszt             | Nemzetiség        | Születési hely   | Születési idő (kor)            | Kölcsönben itt                 | Érték (€)          | Kölcsön lejárta   |
| Csenterics Adrián      | kapus             | magyar            | Budapest         | 2004. október 8. (20 éves)     | BVSC-Zugló                     | 75 000 (=)         | 2024. 06. 30.     |
| Várkonyi Bence         | védő              | magyar            | Budapest         | 2002. március 18. (23 éves)    | Zalaegerszegi TE FC            | 175 000 ( 25 000)  | 2024. 06. 30.     |
| Lehoczky Roland        | védő              | magyar            | Budapest         | 2002. április 19. (22 éves)    | Tiszakécskei LC                | 150 000 ( 50 000)  | 2024. 06. 30.     |
| Zuigéber Ákos          | támadó            | magyar            | Budapest         | 2002. november 8. (22 éves)    | Szeged-Csanád Grosics Akadémia | 150 000 ( 50 000)  | 2024. 06. 30.     |
| Zsóri Dániel           | támadó            | magyar · ROM      | Nagyvárad        | 2000. október 14. (24 éves)    | Budafoki MTE                   | 150 000 (=)        | 2024. 06. 30.     |
| Miknyóczki Ádám        | támadó            | magyar            | Budapest         | 2002. augusztus 17. (22 éves)  | Pécsi Mecsek FC                | 75 000 ( 50 000)   | 2024. 06. 30.     |

## Vezetőség és szakmai stáb
Utolsó módosítás: 2023. június 14.
| Vezetőség                                                 | Vezetőség          | Szakmai stáb – MTK Budapest | Szakmai stáb – MTK Budapest | Szakmai stáb – MTK Budapest II. | Szakmai stáb – MTK Budapest II. |
| --------------------------------------------------------- | ------------------ | --------------------------- | --------------------------- | ------------------------------- | ------------------------------- |
| Tulajdonos                                                | Zakor Sándor       | Vezetőedző                  | Horváth Dávid               | Szakmai vezető                  | Pölöskei Gábor                  |
| Szakmai igazgató                                          | Dr. Selei András   | Asszisztens edző            | Bonifert Péter              | Vezetőedző                      | Kanta József                    |
| Gazdasági Igazgató                                        | Somogyi János      | Vezető erőnléti edző        | Farkas Viktor               | Asszisztens edző                | Teodoru Vaszilisz               |
| Klubmenedzser                                             | Polyák Balázs      | Kapusedző                   | Federico Groppioni          | Kapusedző                       | Paulovicz Dániel                |
| Akadémia Szakmai Igazgató                                 | Székely Zsolt      | Videóelemző                 | André Milán                 | Technikai vezető                | Zoufal Nándor                   |
| Társadalmi és nemzetőközi kapcsolatokért felelős igazgató | Szabó Dávid        | Csapatmenedzser             | Balogh Orsolya              | Fizioterapeuta                  | Bali Mariann                    |
| Marketing és Kommunikációs igazgató                       | Balogh Orsolya     | Technikai vezető            | Janta Gábor                 | Masszőr                         | Kalmár Gergely                  |
| Csapatmenedzser                                           | Balogh Orsolya     | Csapatorvos                 | Dr. Dreissiger Imre         | Sportpszichológus               | Lábadi Anett                    |
| Operatív Igazgató                                         | Horváth Mihály     | Csapatorvos                 | Dr. Kincses Dániel          | Szertáros                       | Flandera Norbert                |
| Jogi Igazgató                                             | Dr. Mráz László    | Fizioterapeuta              | Sipos Péter                 |                                 |                                 |
| Női szakág szekcióvezető                                  | Pinczi Anita       | Masszőr                     | Dömök István                |                                 |                                 |
| Sales igazgató                                            | Finfera Maximilián | Masszőr                     | Kákonyi Dániel              |                                 |                                 |
| Kommunikációs és Marketing munkatárs                      | Finfera Maximilián | Kit menedzser               | Arany János                 |                                 |                                 |
| Az MTK Budapest és a SKLA nagykövete                      | Pintér Ádám        |                             |                             |                                 |                                 |
| Vezető tehetségkutató                                     | Pintér Ádám        |                             |                             |                                 |                                 |

## Szezonok
| Idény   | Osztály | Helyezés |  |  |  |  |  |  |  |  |  |  |  |  |  |  |  |  |  |  |  |  |  |  |
| ------- | ------- | -------- |  |  |  |  |  |  |  |  |  |  |  |  |  |  |  |  |  |  |  |  |  |  |
|         |         |          |  |  |  |  |  |  |  |  |  |  |  |  |  |  |  |  |  |  |  |  |  |  |
| 2001/02 | I.      | 3.       |  |  |  |  |  |  |  |  |  |  |  |  |  |  |  |  |  |  |  |  |  |  |
| 2002/03 | I.      | 1.       |  |  |  |  |  |  |  |  |  |  |  |  |  |  |  |  |  |  |  |  |  |  |
| 2003/04 | I.      | 6.       |  |  |  |  |  |  |  |  |  |  |  |  |  |  |  |  |  |  |  |  |  |  |
| 2004/05 | I.      | 3.       |  |  |  |  |  |  |  |  |  |  |  |  |  |  |  |  |  |  |  |  |  |  |
| 2005/06 | I.      | 4.       |  |  |  |  |  |  |  |  |  |  |  |  |  |  |  |  |  |  |  |  |  |  |
| 2006/07 | I.      | 2.       |  |  |  |  |  |  |  |  |  |  |  |  |  |  |  |  |  |  |  |  |  |  |
| 2007/08 | I.      | 1.       |  |  |  |  |  |  |  |  |  |  |  |  |  |  |  |  |  |  |  |  |  |  |
| 2008/09 | I.      | 7.       |  |  |  |  |  |  |  |  |  |  |  |  |  |  |  |  |  |  |  |  |  |  |
| 2009/10 | I.      | 6.       |  |  |  |  |  |  |  |  |  |  |  |  |  |  |  |  |  |  |  |  |  |  |
| 2010/11 | I.      | 15.      |  |  |  |  |  |  |  |  |  |  |  |  |  |  |  |  |  |  |  |  |  |  |
| 2011/12 | II.     | 1.       |  |  |  |  |  |  |  |  |  |  |  |  |  |  |  |  |  |  |  |  |  |  |
| 2011/12 | II.     | 1.       |  |  |  |  |  |  |  |  |  |  |  |  |  |  |  |  |  |  |  |  |  |  |
| 2012/13 | I.      | 4.       |  |  |  |  |  |  |  |  |  |  |  |  |  |  |  |  |  |  |  |  |  |  |
| 2013/14 | I.      | 8.       |  |  |  |  |  |  |  |  |  |  |  |  |  |  |  |  |  |  |  |  |  |  |
| 2014/15 | I.      | 3.       |  |  |  |  |  |  |  |  |  |  |  |  |  |  |  |  |  |  |  |  |  |  |
| 2015/16 | I.      | 4.       |  |  |  |  |  |  |  |  |  |  |  |  |  |  |  |  |  |  |  |  |  |  |
| 2016/17 | I.      | 11.      |  |  |  |  |  |  |  |  |  |  |  |  |  |  |  |  |  |  |  |  |  |  |
| 2017/18 | II.     | 1.       |  |  |  |  |  |  |  |  |  |  |  |  |  |  |  |  |  |  |  |  |  |  |
| 2018/19 | I.      | 11.      |  |  |  |  |  |  |  |  |  |  |  |  |  |  |  |  |  |  |  |  |  |  |
| 2019/20 | II.     | 1.       |  |  |  |  |  |  |  |  |  |  |  |  |  |  |  |  |  |  |  |  |  |  |
| 2020/21 | I.      | 7.       |  |  |  |  |  |  |  |  |  |  |  |  |  |  |  |  |  |  |  |  |  |  |
| 2021/22 | I.      | 11.      |  |  |  |  |  |  |  |  |  |  |  |  |  |  |  |  |  |  |  |  |  |  |
|         |         |          |  |  |  |  |  |  |  |  |  |  |  |  |  |  |  |  |  |  |  |  |  |  |

- Az MTK Hungária FC 2001–2002-es szezonja
- Az MTK Hungária FC 2002–2003-as szezonja
- Az MTK Hungária FC 2003–2004-es szezonja
- Az MTK Budapest FC 2004–2005-ös szezonja
- Az MTK Budapest FC 2005–2006-os szezonja
- Az MTK Budapest FC 2006–2007-es szezonja
- Az MTK Budapest FC 2007–2008-as szezonja
- Az MTK Budapest FC 2008–2009-es szezonja
- Az MTK Budapest FC 2009–2010-es szezonja
- Az MTK Budapest FC 2010–2011-es szezonja
- Az MTK Budapest FC 2011–2012-es szezonja
- Az MTK Budapest FC 2012–2013-as szezonja
- Az MTK Budapest FC 2013–2014-es szezonja
- Az MTK Budapest FC 2016–2017-es szezonja
- Az MTK Budapest FC 2017–2018-as szezonja
- Az MTK Budapest FC 2018–2019-es szezonja
- Az MTK Budapest FC 2019–2020-as szezonja
- Az MTK Budapest FC 2020–2021-es szezonja
- Az MTK Budapest FC 2021–2022-es szezonja

## Edzők 1903-tól, napjainkig
- 1903–07 Kertész Sándor
- 1907–11  Szüsz Hugó
- 1911–13  John Tait Robertson
- 1913–14  Bob Holmes
- 1914–21  Jimmy Hogan
- 1921–22  Herbert Burgess
- 1922–25  Frontz Antal
- 1925–27  Jimmy Hogan
- 1927–28  Feldmann Gyula
- 1928–29  Jimmy Hogan
- 1929–30  Révész Béla
- 1930–31  Billy Hibbert
- 1931–35  Senkey Imre
- 1935–37  Schaffer Alfréd
- 1937–39  Braun József
- 1939–40  Feldmann Gyula
- 1945  Vágó Zoltán
- 1945–46  Csapkay Károly
- 1946  Vágó Zoltán
- 1946–47  Titkos Pál
- 1947–54  Bukovi Márton
- 1955  Kemény Tibor
- 1956–57  Volentik Béla
- 1957–59  Bukovi Márton
- 1959–60  Hidegkuti Nándor
- 1960–62  Szűcs Gyula
- 1962–64  Kovács Imre
- 1964  Volentik Béla
- 1965–66  Lakat Károly
- 1967–68  Hidegkuti Nándor
- 1968–69  Kovács Ferenc
- 1970–72  Palicskó Tibor
- 1972  Bencsik János
- 1972-74   Kalocsay Géza
- 1974–75  Kovács Imre
- 1975–77  Keszthelyi Mihály
- 1977–80  Mezey György
- 1980  Szentmihályi Antal
- 1981  Szarvas László
- 1982–83  Sárosi László
- 1983–85  Palicskó Tibor
- 1985  Makay György
- 1985–86  Both József
- 1986–92  Verebes József
- 1992–94  Gellei Imre
- 1994  Popovics Sándor
- 1995  Bicskei Bertalan
- 1995  Kisteleki István
- 1996  Garaba Imre
- 1996–98  Garami József
- 1998–99  Egervári Sándor
- 1999–00  Henk ten Cate
- 2000–01  Pölöskei Gábor
- 2001–02  Bognár György
- 2002  Popovics Sándor
- 2002–04  Egervári Sándor
- 2004–15  Garami József
- 2015–16  László Csaba
- 2016  Teodoru Vaszilisz
- 2016–2017  Tamási Zsolt
- 2017–2019  Feczkó Tamás
- 2019  Lucsánszky Tamás
- 2019–2021  Michael Boris
- 2021  Giovanni Costantino
- 2021–2022  Márton Gábor
- 2022  Horváth Dávid
- 2022  Bognár György